# Listă de regizori de film români
Această pagină este o listă de regizori de film români, aranjați alfabetic după numele de familie.

## Listă alfabetică de regizori de film români

### A
- George Adamescu
- Vladimir Albu
- Sică Alexandrescu
- Dan Alexe
- Victor Antonescu

### B
- Marian Baciu
- Andrei Blaier
- Alexandru Bocăneț
- Petre Bokor
- Haralambie Boroș
- Elisabeta Bostan
- Lucian Bratu
- Grigore Brezeanu
- Zaharia Buzea

### C
- Igor Cobileanski
- Ciprian Stelian
- Virgil Calotescu
- Nae Caranfil
- Luminița Cazacu
- Paul Călinescu
- Ioan Cărmăzan
- Dan Chișu
- Nell Cobar
- Dinu Cocea
- Ioan Mihai Cochinescu
- Ion Cojar
- Gelu Colceag
- Mihai Constantinescu
- Nicolae Corjos
- George Cornea
- Șerban Creangă
- Alecu Croitoru
- Liviu Ciulei

### D
- Anca Damian
- Mircea Daneliuc
- Matei Dima
- Dorin Mircea Doroftei
- Cornel Dumitrescu

### F
- Vlad Feier

### G
- Radu Gabrea
- Valeriu Gagiu
- Emil Gârleanu
- Jean Georgescu
- Tudor Giurgiu
- Alexandra Gulea
- Stere Gulea

### I
- Mihai Iacob
- Horia Igiroșanu
- Victor Iliu
- Marin Iorda

### J
- Ioana Joca
- Radu Jude
- Tudor Jurgiu

### L
- Emil Loteanu

### M
- Alexandru Maftei
- Manole Marcus
- Șerban Marinescu
- Nicolas Masson
- Tudor Mărăscu
- Nicolae Mărgineanu (regizor)
- Jean Mihail (regizor)
- Iulian Mihu
- Cătălin Mitulescu
- Aurel Miheleș
- Mircea Moldovan
- Cristian Mungiu
- Radu Muntean
- Francisc Munteanu
- Mircea Mureșan

### N
- Gheorghe Naghi
- Doru Năstase
- Dinu Negreanu
- Cristian Nemescu
- Sergiu Nicolaescu
- Cristiana Nicolae

### O
- Olimp Vărășteanu

### P, Q
- Aurel Petrescu
- Adrian Petringenaru
- Florin Piersic, Jr.
- Lucian Pintilie
- Dan Pița
- Horea Popescu
- Ion Popescu-Gopo
- Corneliu Porumboiu
- Cristi Puiu

### R
- Constantin Radovici
- Catinca Ralea
- Ștefan Traian Roman

### S, Ș
- Stelian Ciprian
- Geo Saizescu
- Ion Sava
- Mircea Săucan
- Răzvan Săvescu [1]
- Millo Simulov
- Alexandru Solomon
- Savel Stiopul
- Nicolae Stroe
- Roxana Stroe
- Ion Șahighian

### T
- Alexandru Tatos
- Constantin Tănase
- Dinu Tănase
- Ion Timuș
- Liviu Tipuriță
- Alexandru Tocilescu
- Cornel Todea

### U
- Andrei Ujică
- Malvina Urșianu

### V
- Constantin Vaeni
- Andrei Vartic
- Vasile Vasilache
- Eftimie Vasilescu
- Mircea Veroiu
- Alexa Visarion
- Gheorghe Vitanidis
- Marioara Voiculescu
- Tudor Vornicu